# Lijst van personen overleden in november 2020
Dit is een lijst van bekende personen die zijn overleden in november 2020.

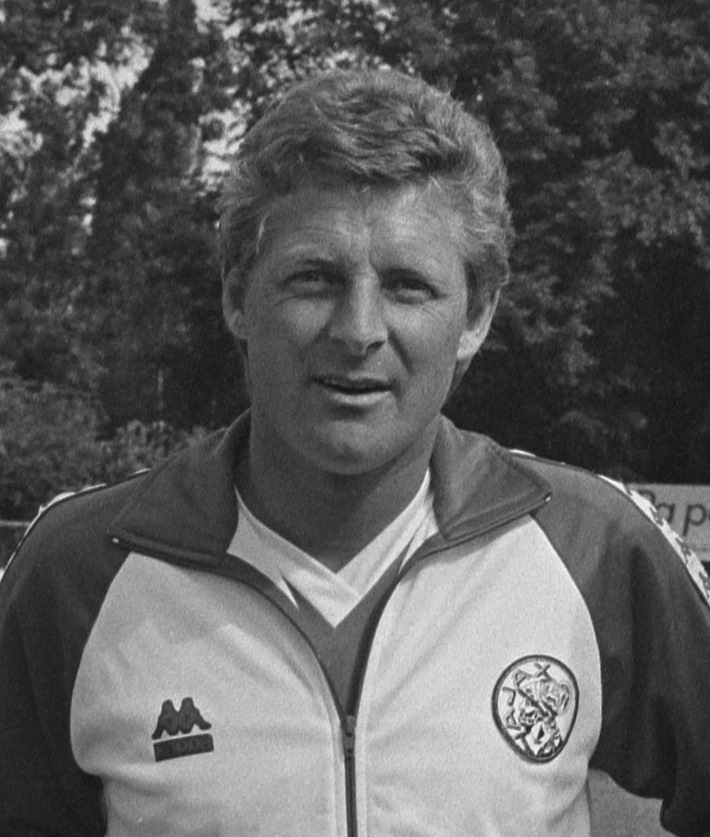
Tonny Bruins Slot
1 november

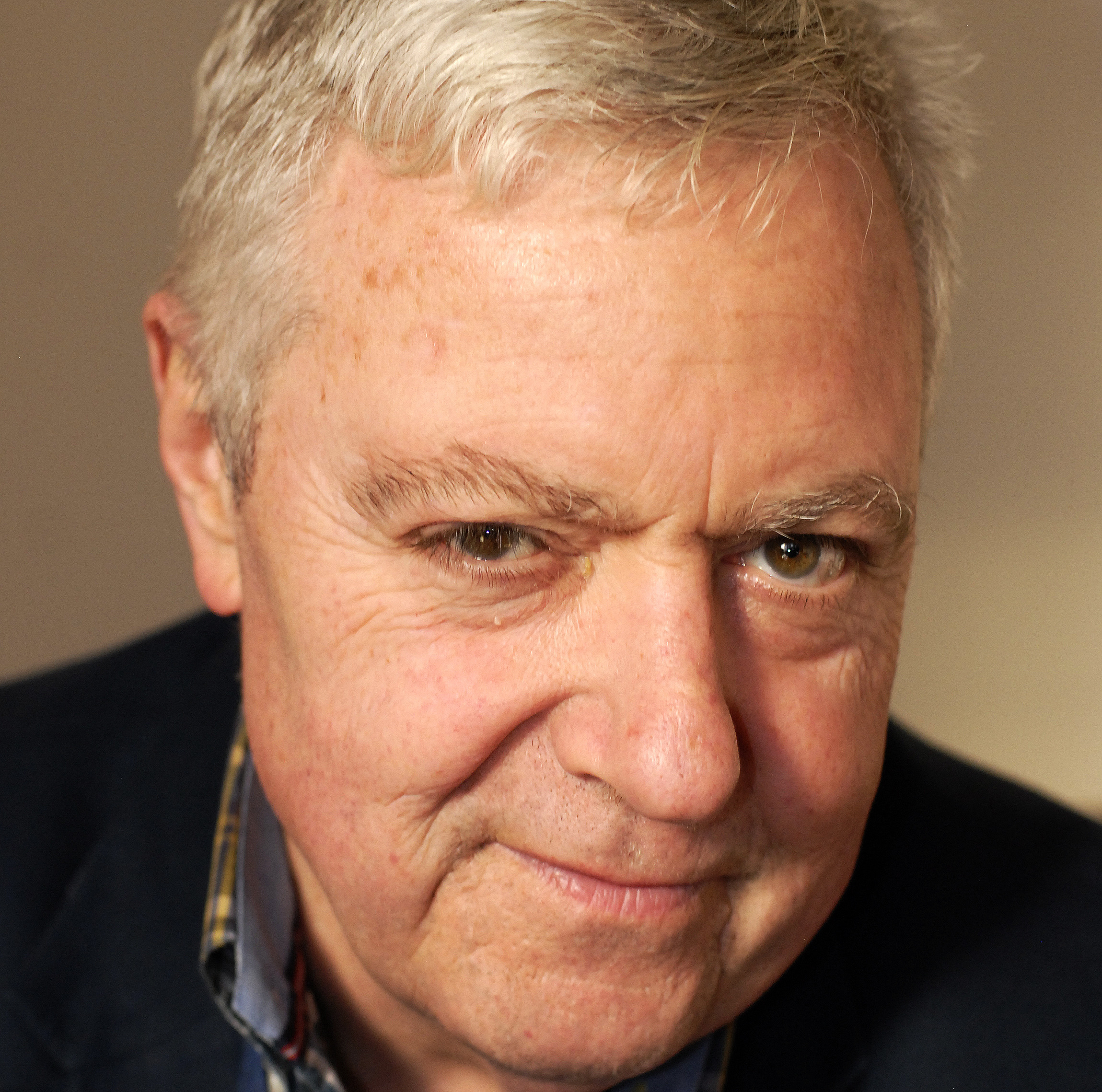
John Sessions
2 november

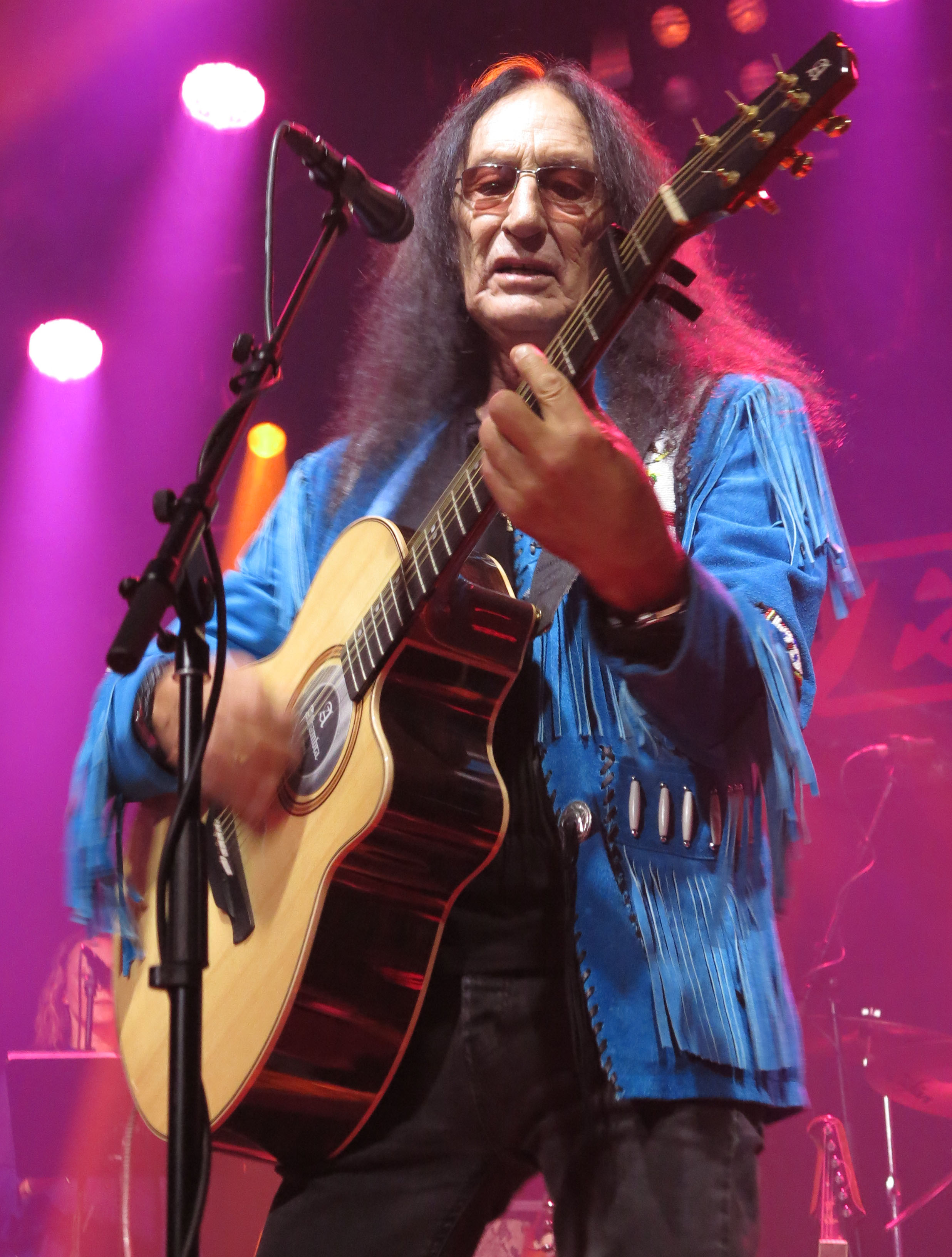
Ken Hensley
4 november

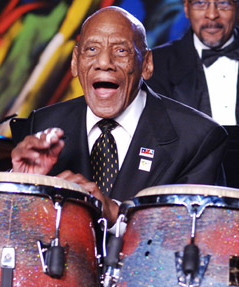
Cándido Camero
7 november

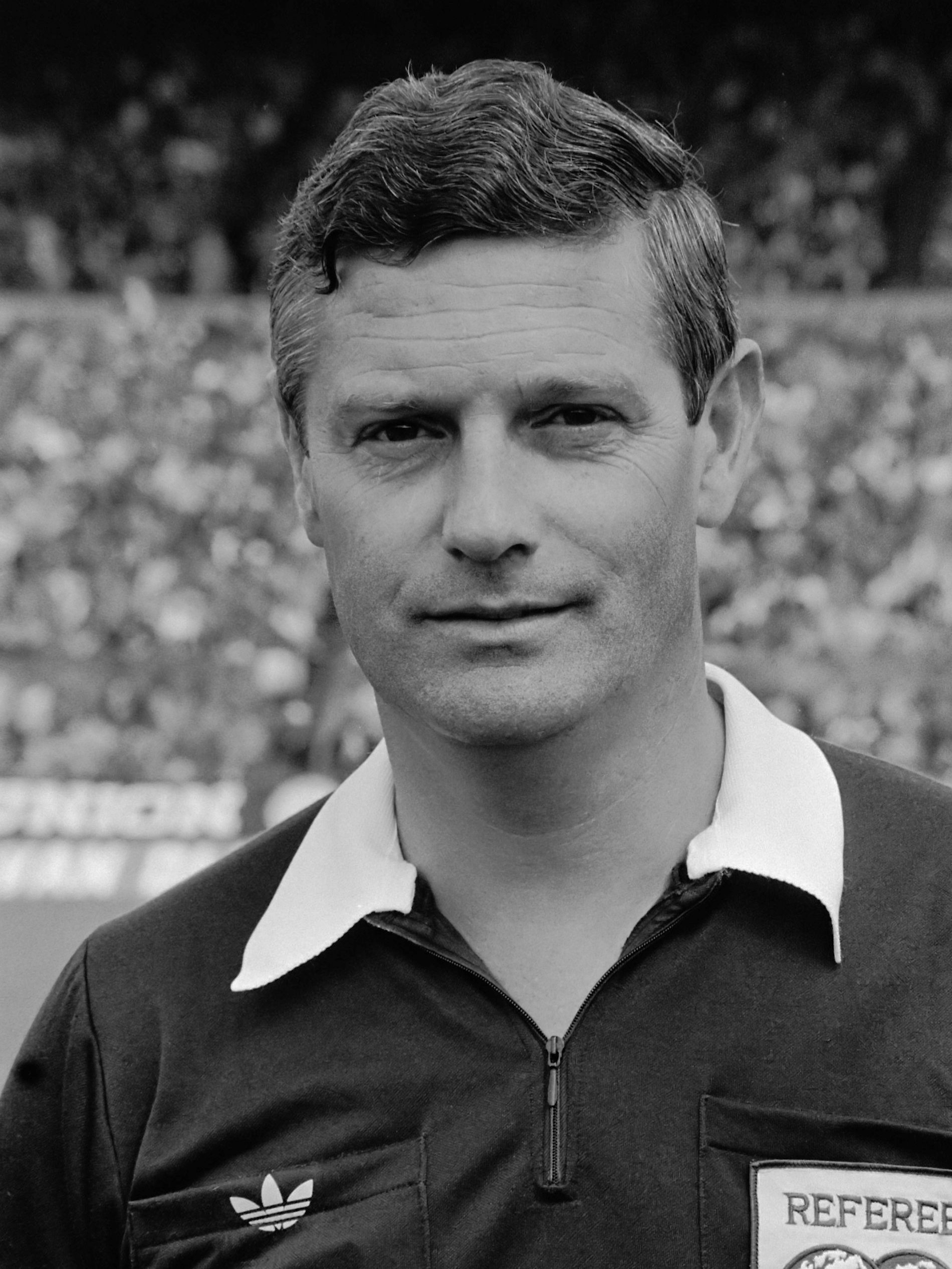
Charles Corver
10 november

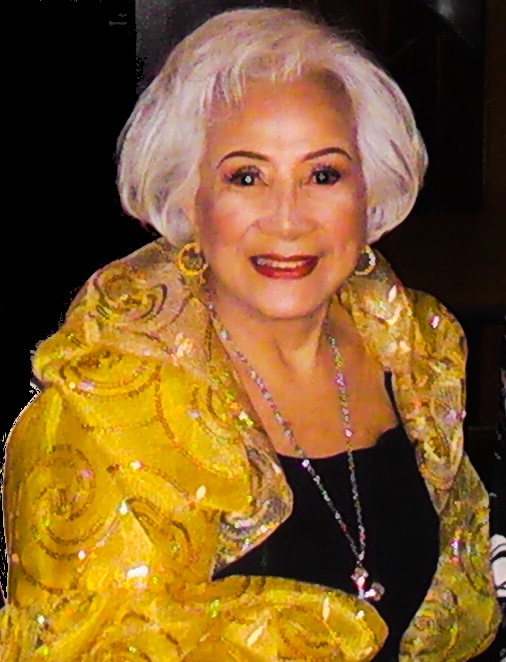
Mila del Sol
10 november

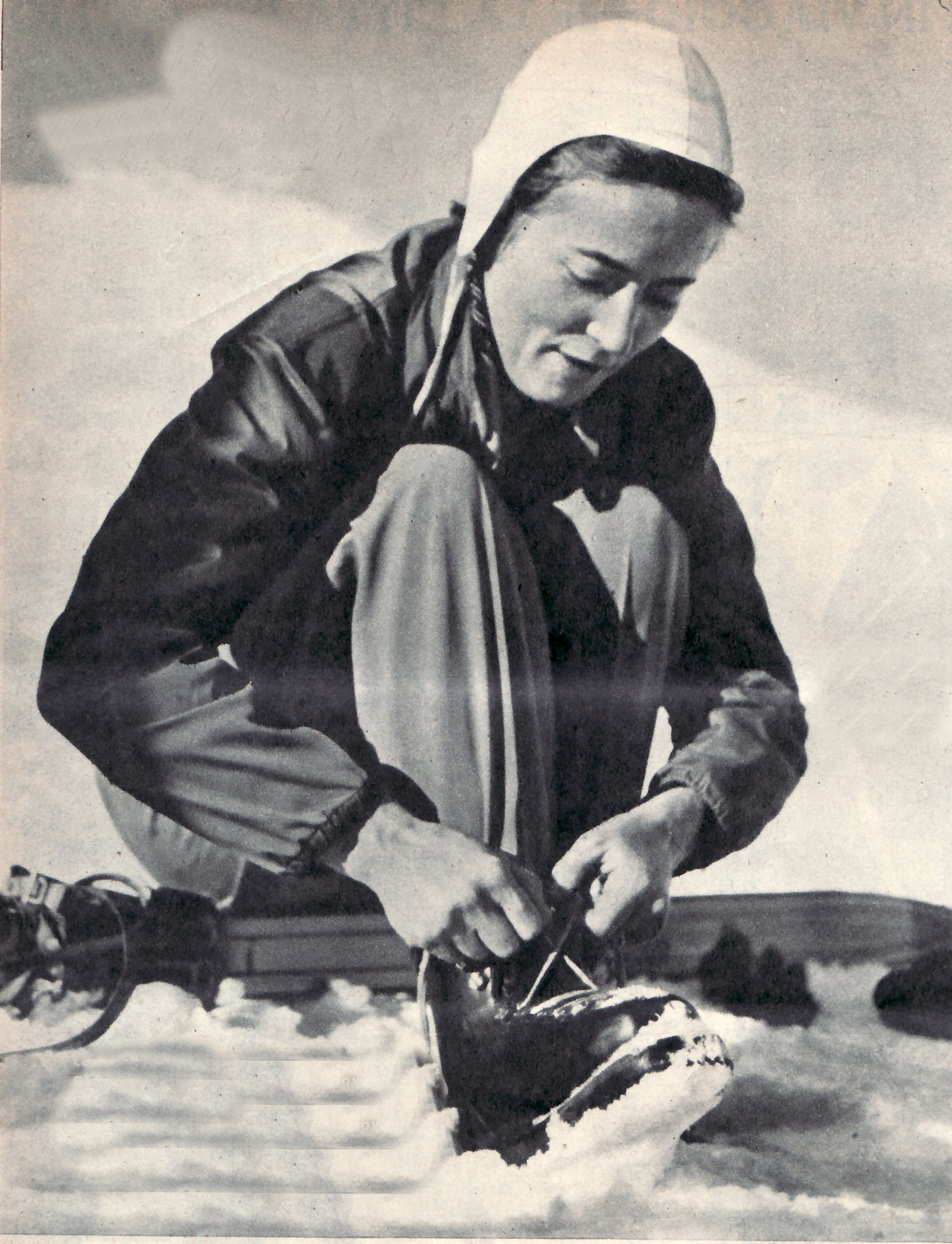
Giuliana Minuzzo
11 november

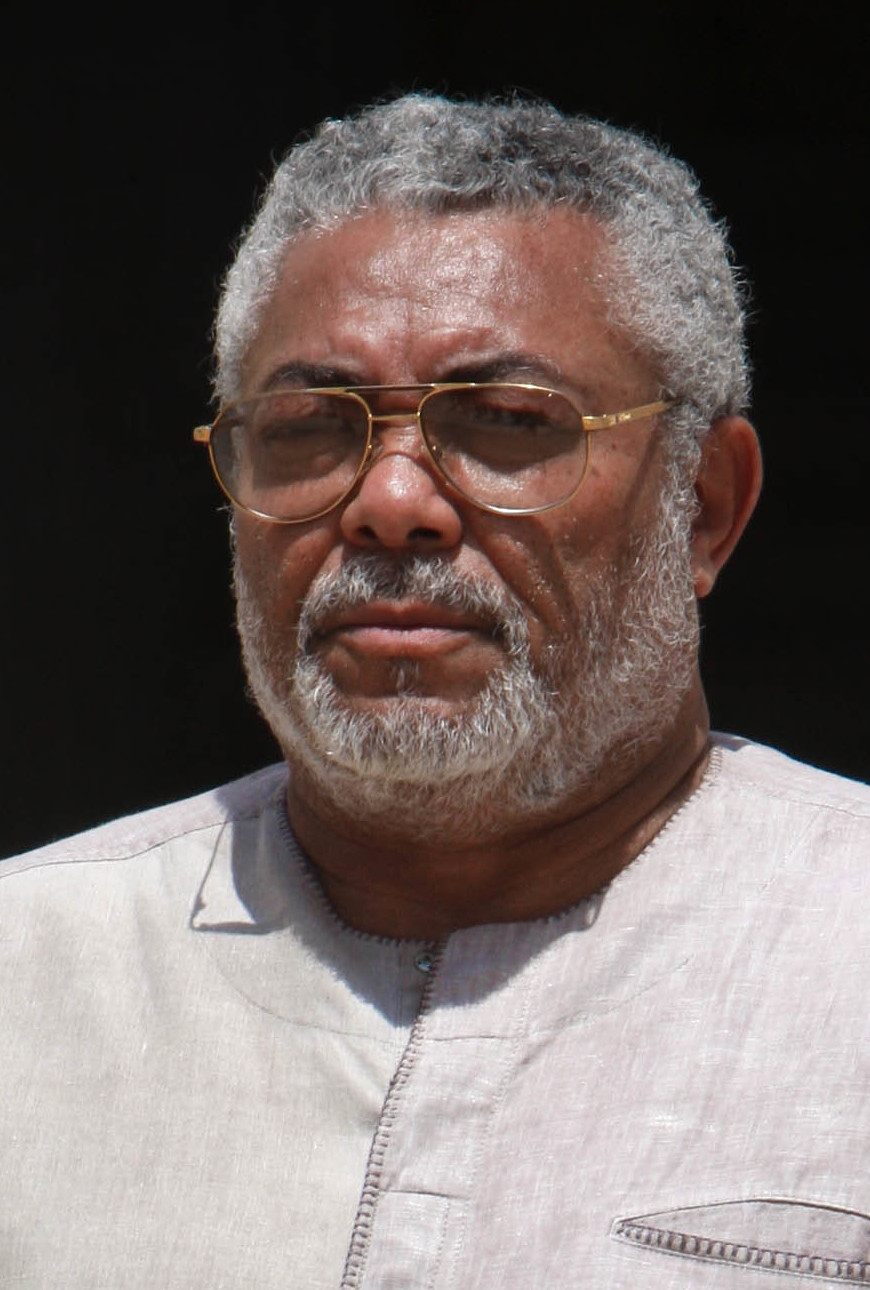
Jerry Rawlings
12 november

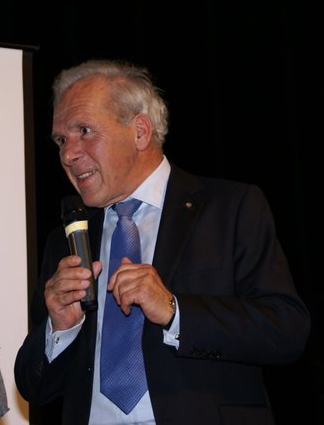
Harry van Raaij
16 november

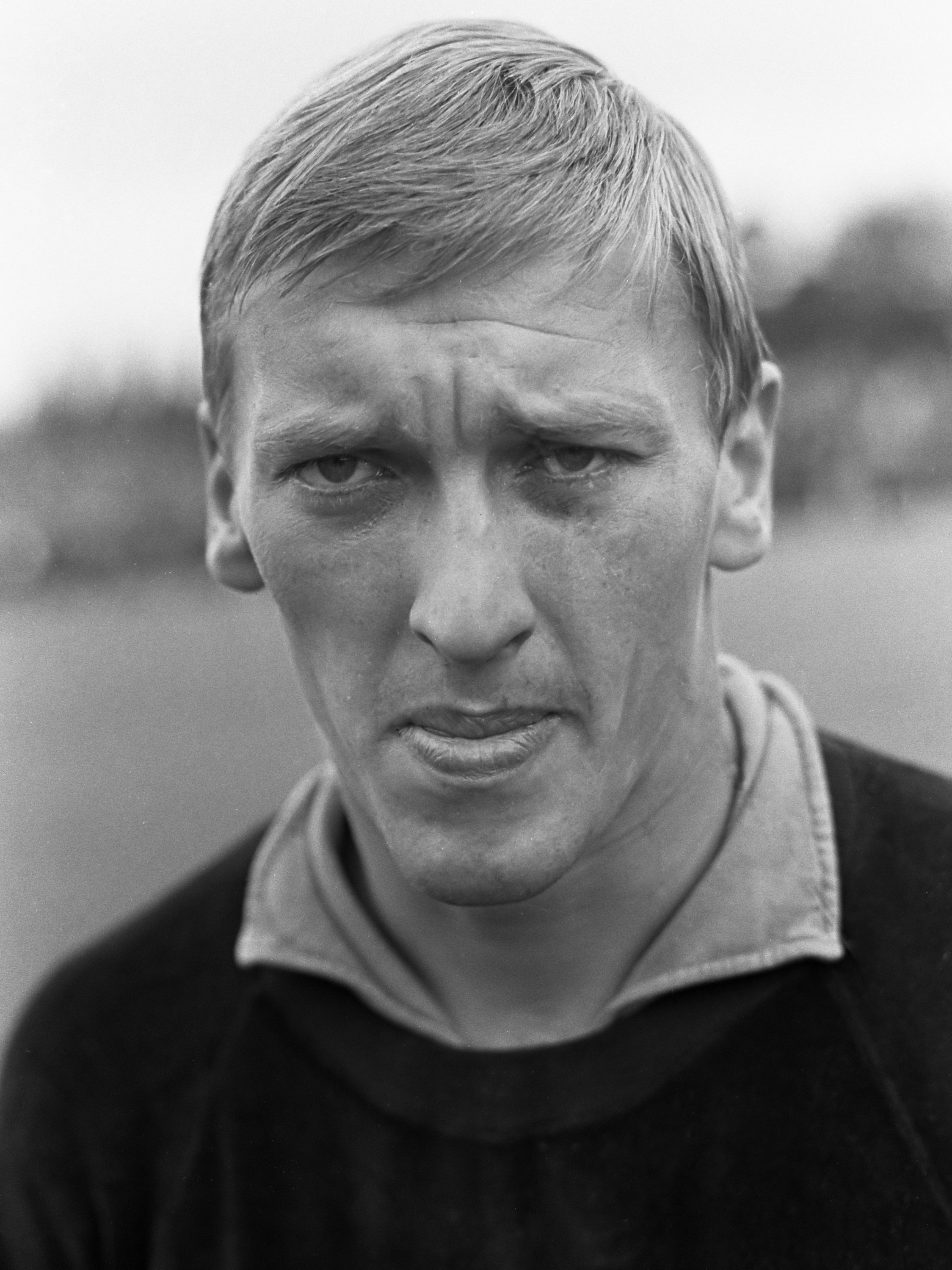
Pim Doesburg
18 november

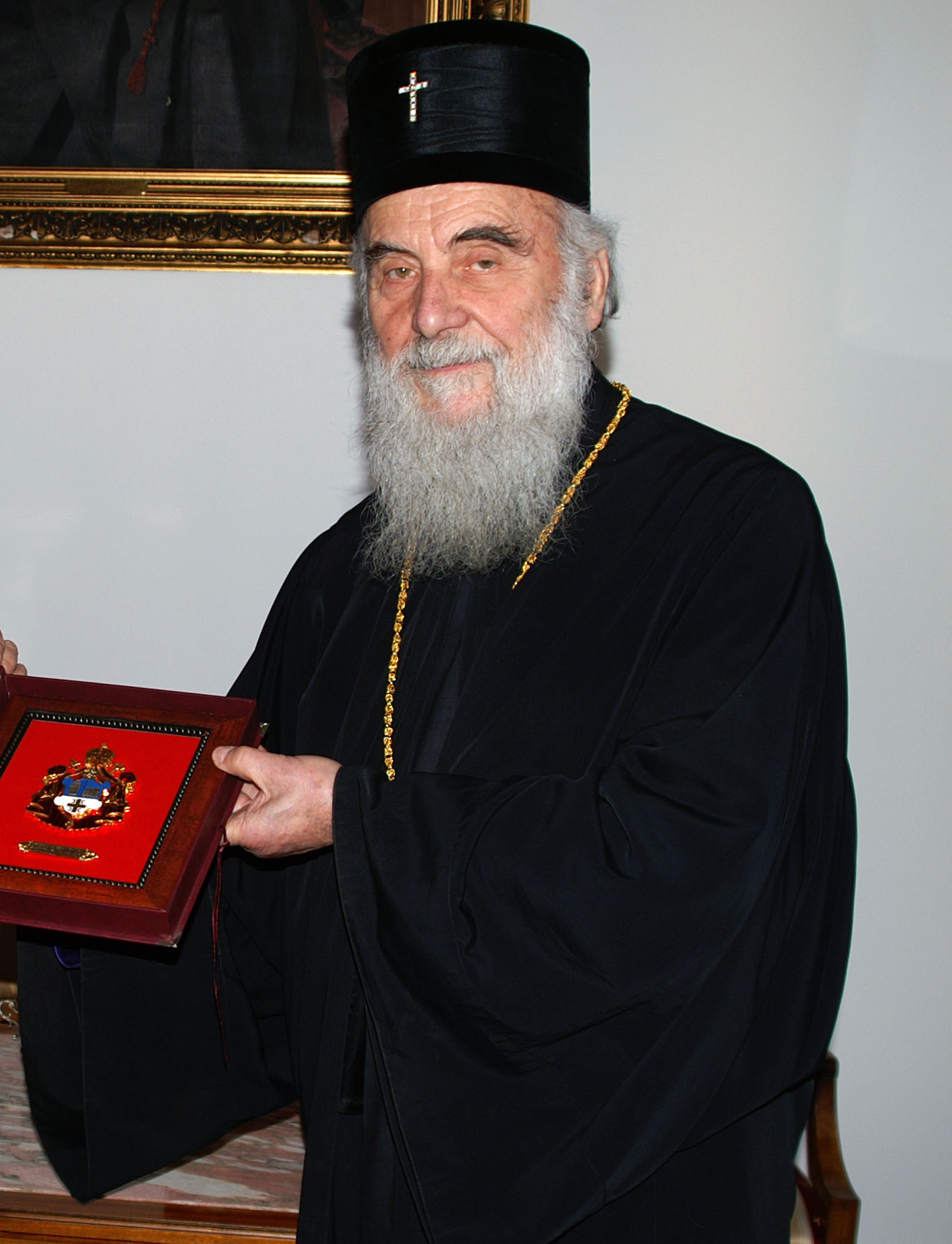
Irinej van Servië
20 november

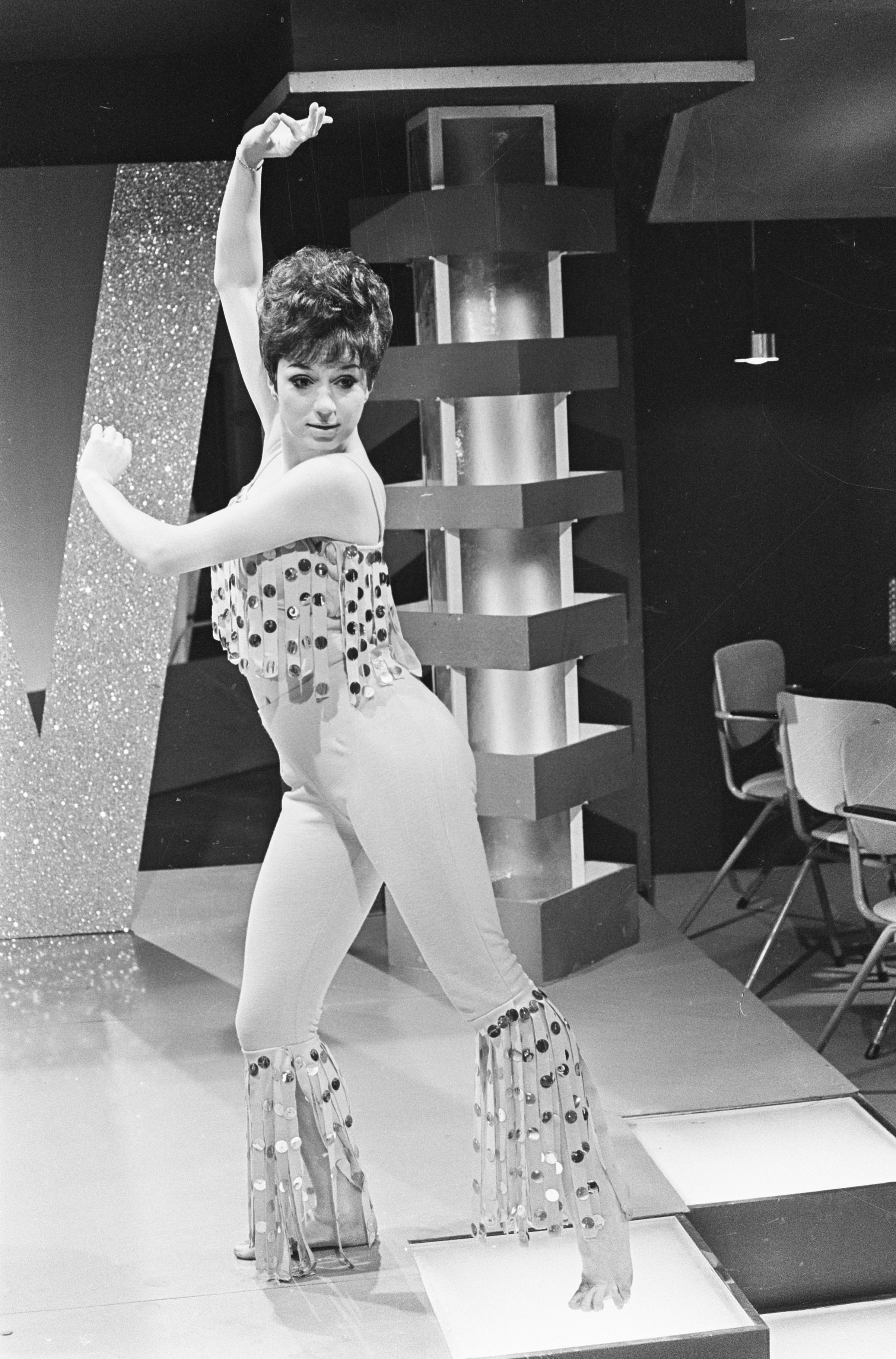
Corrie van Gorp
22 november

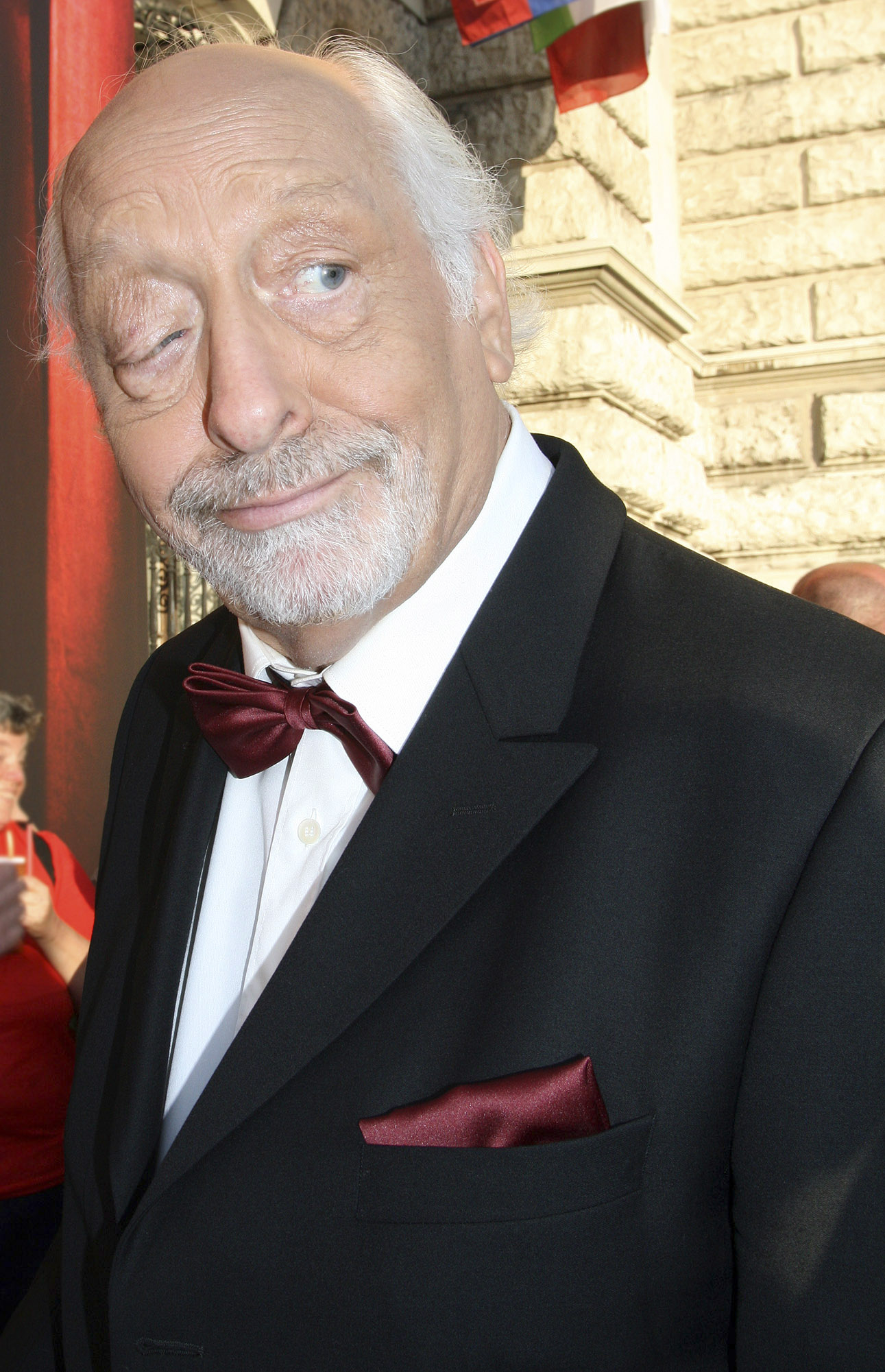
Karl Dall
23 november

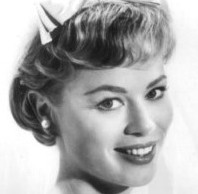
Abby Dalton
23 november

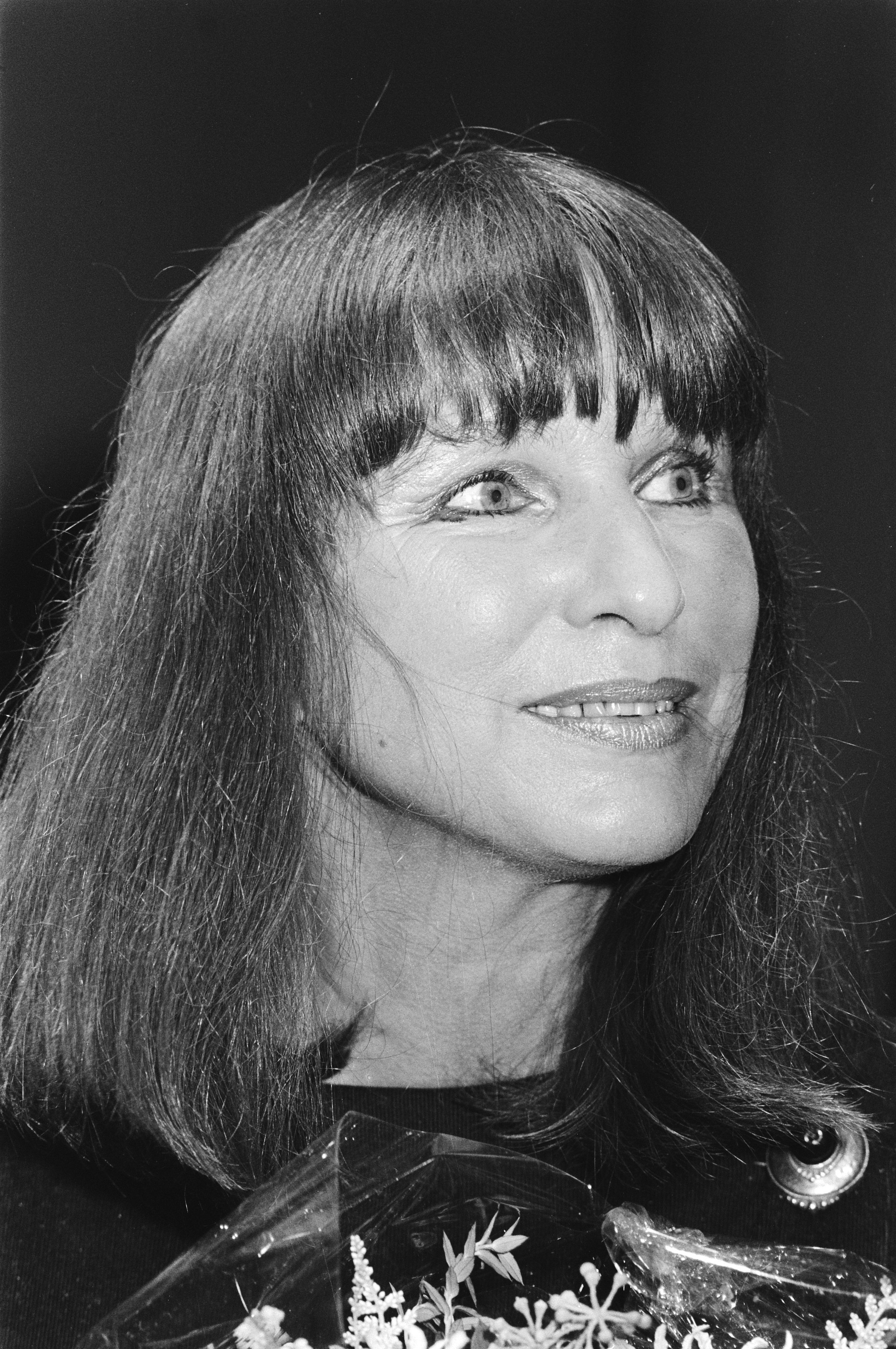
Liselore Gerritsen
25 november

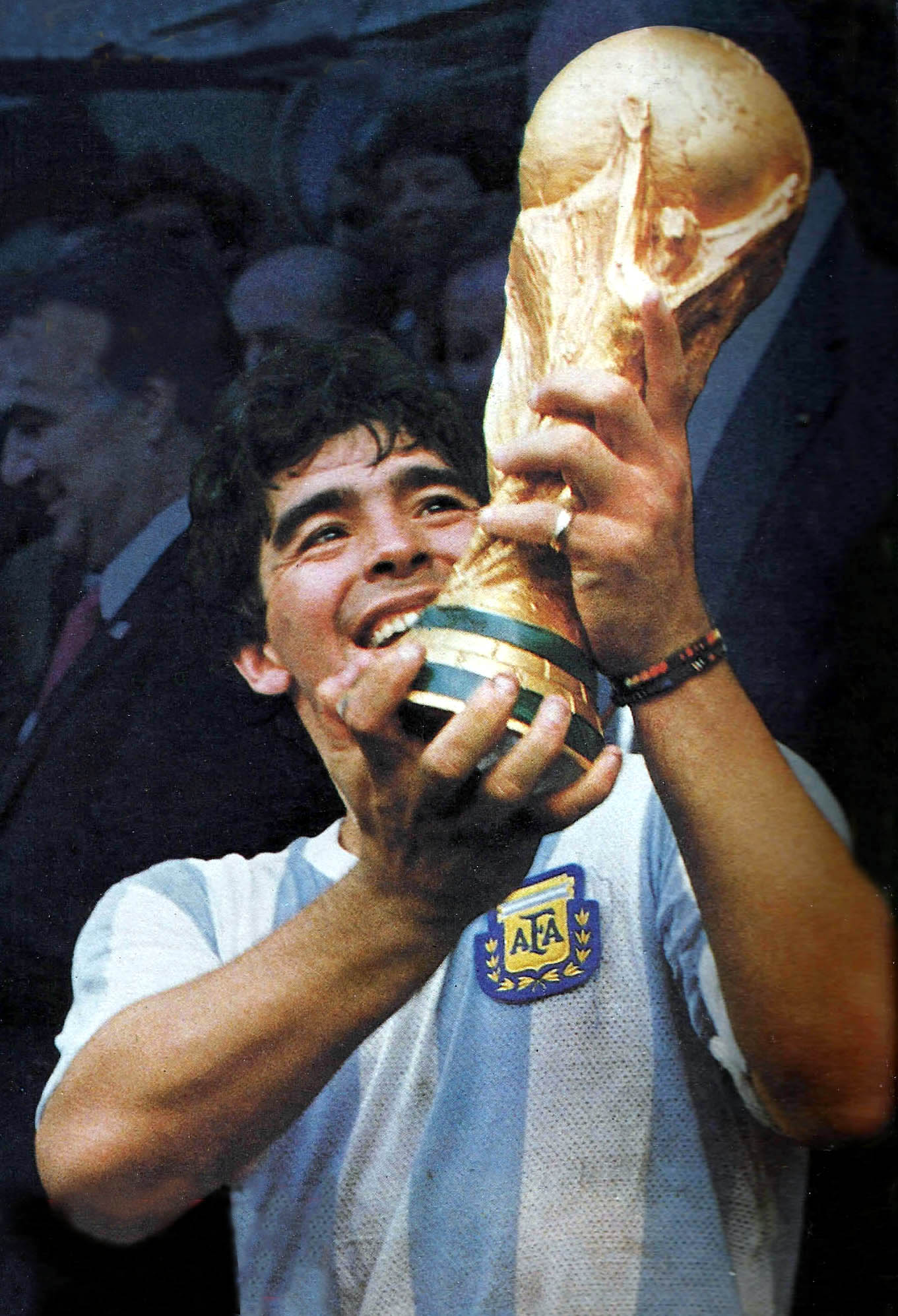
Diego Maradona
25 november

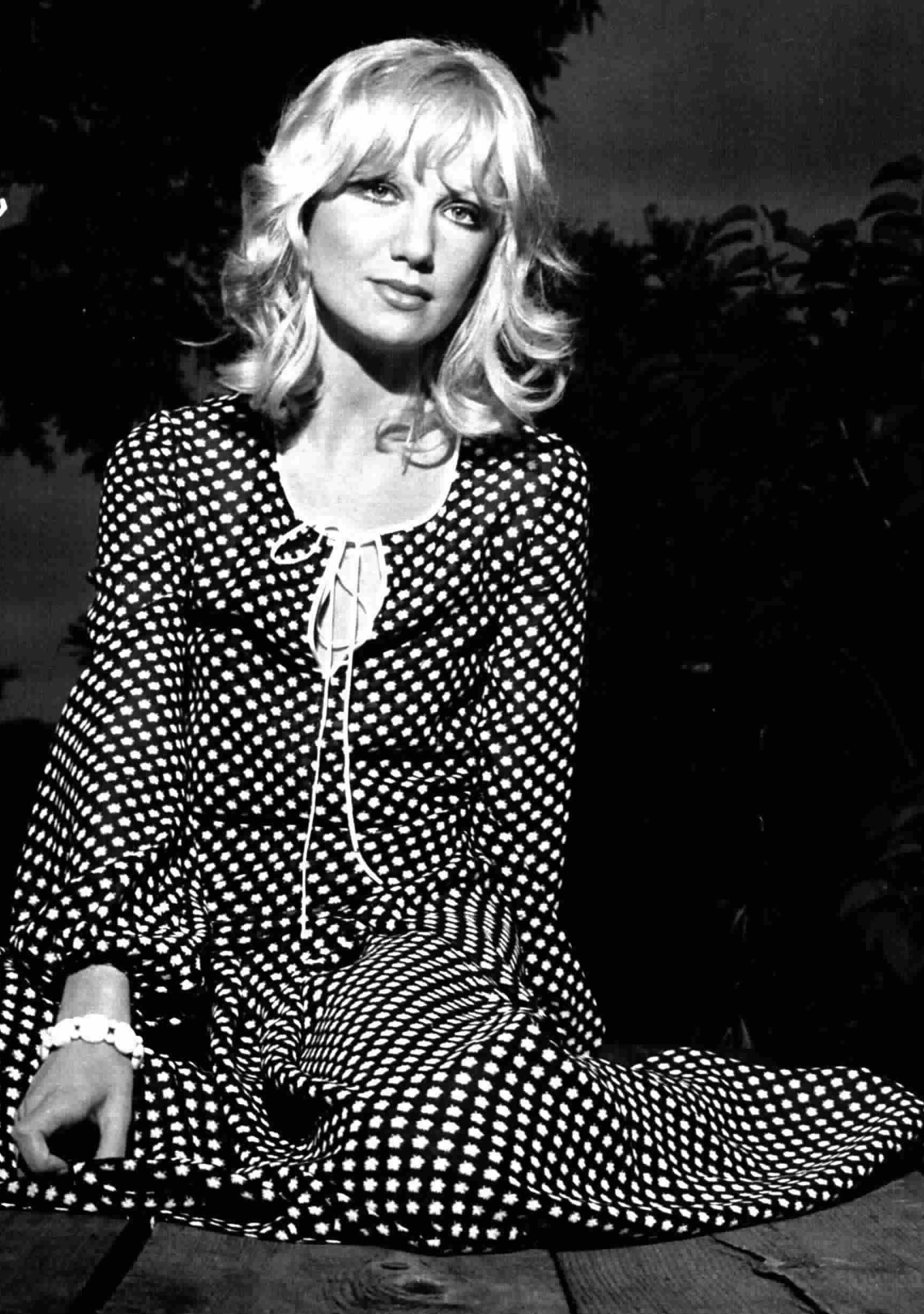
Daria Nicolodi
26 november

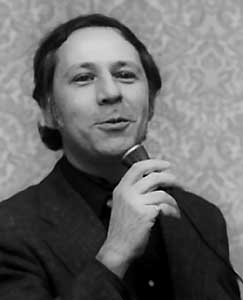
Ben Bova
29 november

| 1 | 2 | 3 | 4 | 5 | 6 | 7 | 8 | 9 | 10 | 11 | 12 | 13 | 14 | 15 | 16 | 17 | 18 | 19 | 20 | 21 | 22 | 23 | 24 | 25 | 26 | 27 | 28 | 29 | 30 |
| - | - | - | - | - | - | - | - | - | -- | -- | -- | -- | -- | -- | -- | -- | -- | -- | -- | -- | -- | -- | -- | -- | -- | -- | -- | -- | -- |

### 1 november
- Carol Arthur (85), Amerikaans actrice[1]
- Tonny Bruins Slot (73), Nederlands voetbaltrainer en -scout[2]
- Gerry Hayes (86), Duits jazzmusicus[3]
- Pedro Iturralde (91), Spaans componist en saxofonist[4]
- Joe Sullivan (100), Canadees oorlogsveteraan[5]

### 2 november
- Dietrich Adam (67), Duits acteur[6]
- Ahmed Laraki (89), Marokkaans premier[7]
- Gigi Proietti (80), Italiaans acteur, regisseur, televisiepresentator en zanger[8]
- Allard Schuilenga (77), Nederlands burgemeester[9]
- John Sessions (67), Brits acteur en komiek[10]
- Raymond de Vries (55), Nederlands voetballer[11]
- Baron Wolman (83), Amerikaans fotograaf[12]

### 3 november
- Claude Giraud (84), Frans acteur en komiek[13]
- Elsa Raven (91), Amerikaans actrice[14]

### 4 november
- Thea Ekker - van der Pas (92), Nederlands zangeres[15]
- Frans Gottmer (76), Nederlands vakbondsbestuurder[16]
- Ken Hensley (75), Brits toetsenist, gitarist en zanger[17]
- Abdul Rashid (73), Pakistaans hockeyspeler[18]
- Mariano Francisco Saynez Mendoza (78), Mexicaans admiraal en minister[19]

### 5 november
- Len Barry (78), Amerikaans zanger, songwriter, muziekproducer en auteur[20]
- Geoffrey Palmer (93), Brits acteur[21]
- Hannes Postma (87), Nederlands kunstenaar[22]
- Joseph Reynaerts (65), Belgisch zanger[23]

### 6 november
- Caprino Alendy (68), Surinaams politicus[24]
- Stefano D'Orazio (72), Italiaans drummer[25]
- Pino Solanas (84), Argentijns filmregisseur en politicus[26]
- Ken Spears (82), Amerikaans scenarioschrijver en televisieproducent[27]
- King Von (26), Amerikaanse rapper[28]

### 7 november
- Cándido Camero (99), Cubaans percussionist[29]
- Janine De Greef (95), Belgisch verzetsstrijder[30]
- Jochem Douma (88), Nederlands ethicus[31]
- Bones Hillman (62), Nieuw-Zeelands muzikant[32]
- Jonathan Sacks (72), Brits opperrabbijn[33]

### 8 november
- Oscar Benton (71), Nederlands zanger[34]
- Howie Meeker (97), Canadees ijshockeyer, ijshockeycommentator en -trainer[35]
- Alex Trebek (80), Canadees-Amerikaans televisiepresentator en acteur[36]

### 9 november
- Fernando Atzori (78), Italiaans bokser[37]
- Théo Guldemont (89), Belgisch judoka[38]
- Tom Heinsohn (86), Amerikaans basketbalspeler en coach[39]
- Luc Van Honsebrouck (89), Belgisch brouwer[40]
- Alice Spivak (85), Amerikaans actrice en dramadocente[41]

### 10 november
- Charles Corver (84), Nederlands voetbalscheidsrechter[42]
- Mila del Sol (97), Filipijns actrice[43]
- Amadou Toumani Touré (72), president van Mali[44]
- Constant Vecht (72), Nederlands kunsthandelaar, activist, hoofdredacteur[45]

### 11 november
- Hanan al-Barassi (46), Libanees dissidente, activiste en advocate[46]
- Ad van Goor (72), Nederlands bedrijfskundige[47]
- Anton Haakman (87), Nederlands schrijver, cineast, filmcriticus en vertaler[48]
- Khalifa bin Salman al-Khalifa (84), Bahreins politicus[49]
- Remo Largo (76), Zwitsers kinderarts en auteur[50]
- Giuliana Minuzzo (88), Italiaans alpineskiester[51]
- Andrew White (78), Amerikaans musicus[52]

### 12 november
- Alan Glazier (81), Engels darter[53]
- Masatoshi Koshiba (94), Japans natuurkundige en Nobelprijswinnaar[54]
- Piem (97), Frans tekenaar, cartoonist en kunstschilder[55]
- Leonid Potapov (85), Russisch politicus, president van Boerjatië[56]
- Jerry Rawlings (73), president van Ghana[57]

### 13 november
- Vidin Apostolov (79), Bulgaars voetballer[58]
- Rik Boel (89), Belgisch politicus[59]
- Paul Hornung (84), Amerikaans Americanfootballspeler[60]
- Jim Pace (59), Amerikaans autocoureur[61]
- Louis Rostollan (84), Frans wielrenner[62]
- Krunoslav Slabinac (76), Kroatisch zanger[63]
- Peter Sutcliffe (74), Brits seriemoordenaar[64]
- Jan van Toorn (88), Nederlands grafisch ontwerper[65]
- Philip Voss (84), Brits acteur[66]

### 14 november
- Des O'Connor (88), Brits zanger en entertainer[67]
- Bob Van Staeyen (84), Belgisch zanger en acteur[68]
- Mary Wever-Laclé (73), Arubaans minister[69]

### 15 november
- Mahjoubi Aherdane (99), Marokkaans politicus[70]
- Soumitra Chatterjee (85), Indiaas acteur[71]
- Ray Clemence (72), Engels voetballer[72]
- Dick Schouten (84), Nederlands voetballer[73]
- Lutgart Simoens (92), Belgisch radiopresentatrice[74]
- Raúl Eduardo Vela Chiriboga (86), Ecuadoraans kardinaal[75]

### 16 november
- Henryk Roman Gulbinowicz (97), Pools kardinaal en aartsbisschop[76]
- Walid Muallem (79), Syrisch diplomaat en politicus[77]
- Bruce Swedien (86), Amerikaans geluidstechnicus[78]
- Harry van Raaij (84), Nederlands sportbestuurder[79]

### 17 november
- Walter Davis (89), Amerikaans atleet en basketbalspeler[80]
- Willy Kuijpers (83), Belgisch politicus[81]
- Paul Sobol (94), Belgisch Holocaustoverlevende[82]
- Rien Verschuur (74), Nederlands kunstschilder[83]
- Jacob Vredenbregt (95), Nederlands-Indonesisch antropoloog[84]

### 18 november
- Pim Doesburg (77), Nederlands voetballer[85]
- Dominic Grant (71), Brits zanger[86]
- Tony Hooper (77), Brits zanger en gitarist[87]
- Adam Musiał (71), Pools voetballer[88]
- Kirby Morrow (47), Canadees acteur[89]
- Marguerite Ray (89), Amerikaans actrice[90]
- Michel Robin (90), Frans acteur[91]
- Marilka Shlafer (94), Pools Holocaustoverlevende[92]

### 19 november
- Karl Menzen (70), Duits beeldhouwer[93]
- Khadim Hussain Rizvi (54), Pakistaans geestelijke[94]
- Jan Zuidgeest (87), Nederlands vicaris-generaal[95]

### 20 november
- Ernesto Canto (61), Mexicaans atleet[96]
- Max de Haan (77), Nederlands literatuurwetenschapper[97]
- Hans Hofstee (75), Nederlands vakbondsbestuurder[98]
- Irinej van Servië (90), Servisch geestelijke en patriarch[99]
- Jan Morris (94), Brits schrijfster en journalist[100]
- Rita Sarkisian (58), Armeens presidentsvrouw[101]
- Clemens Steenbergen (74), Nederlands hoogleraar[102]

### 21 november
- Khalil El Moumni (79), Marokkaans imam[103]
- Cock van der Hulst (77), Nederlands wielrenner[104]
- Artemije Radosavljević (85), Servisch geestelijke[105]
- Jožef Smej (98), Sloveens bisschop[106]
- Ricky Yacobi (57), Indonesisch voetballer[107]

### 22 november
- Doris De Agostini (62), Zwitsers alpineskiëster[108]
- Billy Evans (88), Amerikaans basketballer[109]
- Corrie van Gorp (78), Nederlands actrice en zangeres[110]
- Patrick Quinn (37), Amerikaans activist[111]
- Martial Lahaye (75), Belgisch volksvertegenwoordiger en senator[112]

### 23 november
- Jan Ceuleers (85), Belgisch journalist[113]
- Karl Dall (79), Duits acteur[114]
- Abby Dalton (88), Amerikaans actrice[115]
- David Dinkins (93), Amerikaans politicus[116]
- Otto Duintjer (88), Nederlands filosoof[117]
- Robert Hammerstiel (88), Oostenrijks schilder, graficus en houtkunstenaar[118]
- Margarita Molina (91), Nederlands journalist, schrijfster en danseres[119]
- Anele Ngcongca (33), Zuid-Afrikaans voetballer[120]
- Miriam Sterman (76), Nederlands cultureel antropoloog en surinamist[121]

### 24 november
- Gerard Bloemen (81), Belgisch burgemeester[122]
- Jan Maarten Boll (78), Nederlands bestuurder en advocaat[123]
- Damián Iguacén Borau (104), Spaans bisschop[124]
- Christophe Dominici (48), Frans rugbyspeler[125]
- Kambuzia Partovi (65), Iraans filmregisseur en scenarioschrijver[126]
- Jacques Secrétin (71), Frans tafeltennisser[127]
- Mamadou Tandja (82), Nigerees politicus[128]
- James Wolfensohn (86), Amerikaans bankier[129]

### 25 november
- Cor Geelhuijzen (91), Nederlands voetballer[130]
- Liselore Gerritsen (83), Nederlands zangeres en schrijfster[131]
- Diego Maradona (60), Argentijns voetballer en voetbaltrainer[132]
- Zenon Plech (67), Pools motorcoureur[133]
- Flor Silvestre (90), Mexicaans actrice en zangeres[134]
- Guy Van Cauteren (70), Belgisch kok[135]
- Camilla Wicks (92), Amerikaans violiste[136]

### 26 november
- Allan Botschinsky (80), Deens jazzmuzikant en -componist[137]
- Sjouke Heins (77), Nederlands kunstschilder[138]
- Sadiq al-Mahdi (84), Soedanees politicus en religieus leider[139]
- Daria Nicolodi (70), Italiaans actrice en scenarioschrijfster[140]
- Louis Nzala Kianza (74), Congolees bisschop[141]

### 27 november
- Skye Aubrey (74), Amerikaans actrice[142]
- Kevin Burnham (63), Amerikaans zeiler[143]
- Tony Hsieh (46), Amerikaans internetondernemer[144]
- Mohsen Fakhrizadeh (59), Iraans fysicus[145]
- Alain Verschoren (66), Belgisch onderwijsbestuurder[146]

### 28 november
- David Prowse (85), Brits acteur[147]

### 29 november
- Ben Bova  (88), Amerikaans sciencefictionschrijver[148]
- Papa Bouba Diop (42), Senegalees voetballer[149]
- Sonny Hira (74), Surinaams diplomaat[150]
- Victoria Racimo (69), Amerikaans actrice[151]
- Remo Sernagiotto (65), Italiaans politicus[152]
- Viorel Turcu (60), Roemeens voetballer[153]

### 30 november
- Herman van Bekkum (88), Nederlands hoogleraar[154]
- Betty Bobbitt (81), Amerikaans-Australisch actrice[155]

### Datum onbekend
- Godfrey Nash (80), Brits motorcoureur[156]

januari ·
februari ·
maart ·
april ·
mei ·
juni ·
juli ·
augustus ·
september ·
oktober ·
november ·
december
1900 ·
1901 ·
1902 ·
1903 ·
1904 ·
1905 ·
1906 ·
1907 ·
1908 ·
1909 ·
1910 ·
1911 ·
1912 ·
1913 ·
1914 ·
1915 ·
1916 ·
1917 ·
1918 ·
1919 ·
1920 ·
1921 ·
1922 ·
1923 ·
1924 ·
1925 ·
1926 ·
1927 ·
1928 ·
1929 ·
1930 ·
1931 ·
1932 ·
1933 ·
1934 ·
1935 ·
1936 ·
1937 ·
1938 ·
1939 ·
1940 ·
1941 ·
1942 ·
1943 ·
1944 ·
1945 ·
1946 ·
1947 ·
1948 ·
1949 ·
1950 ·
1951 ·
1952 ·
1953 ·
1954 ·
1955 ·
1956 ·
1957 ·
1958 ·
1959 ·
1960 ·
1961 ·
1962 ·
1963 ·
1964 ·
1965 ·
1966 ·
1967 ·
1968 ·
1969 ·
1970 ·
1971 ·
1972 ·
1973 ·
1974 ·
1975 ·
1976 ·
1977 ·
1978 ·
1979 ·
1980 ·
1981 ·
1982 ·
1983 ·
1984 ·
1985 ·
1986 ·
1987 ·
1988 ·
1989 ·
1990 ·
1991 ·
1992 ·
1993 ·
1994 ·
1995 ·
1996 ·
1997 ·
1998 ·
1999 ·
2000 ·
2001 ·
2002 ·
2003 ·
2004 ·
2005 ·
2006 ·
2007 ·
2008 ·
2009 ·
2010 ·
2011 ·
2012 ·
2013 ·
2014 ·
2015 ·
2016 ·
2017 ·
2018 ·
2019 ·
2020 ·
2021 ·
2022 ·
2023 ·
2024 ·
2025